# الجبل الأبيض (عمان)
الجبل الأبيض هو جبل يقع ضمن نطاق ولاية دماء والطائيين، ويُطل على ولايتي قريات وصور في سلطنة عُمان، كما يُشرف على محافظة مسقط. يبلغ ارتفاعه نحو 2000 متر فوق مستوى سطح البحر.

## نبذة
يُعد الجبل الأبيض أحد المواقع التاريخية البارزة في المنطقة الشرقية بسلطنة عُمان، وتحديدًا في ولاية دماء والطائيين. تشير الشواهد الأثرية إلى وجود حضارة قديمة في المنطقة تعود إلى حقبة حضارة أم النار، التي تعود إلى نحو 2500 سنة قبل الميلاد، وهي فترة معاصرة للحضارة الفرعونية. وتدل على ذلك مجموعة من المقابر الأثرية التي تأخذ شكل الأبراج، ويُقدّر عددها بنحو 90 مقبرة، وتنتشر على مساحة واسعة من الجبل. وقد تم اكتشاف هذه المقابر عام 1994م من قِبل وزارة التراث والثقافة.
كما يضم الجبل الأبيض عددًا من الأبراج والبيوت الأثرية التي شُيّدت في فترات تاريخية مختلفة. وتنتشر في أرجائه مساكن تقليدية مبنية من الصخور، إضافة إلى كهوف تُستخدم حتى اليوم كملاجئ للسكان تحميهم من برودة الشتاء وحرارة الشمس. وتُلاحظ المساجد منتشرة في أماكن متعددة من الجبل، سواء على الطرق أو في مواقع موسمية يقصدها السكان.
يطل الجبل الأبيض على ولايتي قريات وصور، ويشرف على محافظة مسقط. يبلغ ارتفاعه نحو 2000 متر فوق مستوى سطح البحر. ويتميّز الجبل بمناخه الفريد، حيث تتكاثف السحب الركامية غالبًا في منتصف النهار، مكوّنةً مشهدًا بصريًا مميزًا نتيجة تداخل الغيوم مع تضاريس الجبل الصخرية.

## المناخ والنباتات
يتميز الجبل الأبيض بطقس معتدل ممطر خلال الصيف، وشديد البرودة في فصل الشتاء مع هطول أمطار متكررة في هذا الفصل. وتكون الرياح خالية من الأتربة نتيجة لارتفاع الجبل الشاهق، مما يجعل السماء صافية والهواء نقيًا في المنطقة.
نظراً لموقع الجبل المطل على المسطحات المائية، يتمتع الجبل الأبيض برطوبة معتدلة طوال فصول السنة، بسبب الرياح القادمة من هذه المسطحات والتي تحمل بخار الماء. وينتج عن ذلك تكون سحب ركامية وندى في الصباح الباكر.
يتوفر للجبل ثلاثة مداخل رئيسية للصعود إليه: الأول عبر وادي الطائيين من قرية إسماعية في ولاية دماء والطائيين، والثاني من ولاية قريات عبر قرية المزارع، والثالث من ولاية صور عبر بلدة طيوي. جميع هذه المداخل طرق ترابية غير مرصوفة.
تتنوع المناظر الطبيعية عند بداية صعود الجبل، حيث تظهر الصخور المتناثرة، إلى جانب الشجيرات العشبية والأزهار متعددة الألوان مثل زهرة الظفراء ذات اللون الوردي. وتنتشر الأشجار الكبيرة مثل السدر، والسمر، والسلم، والسرح، والغاف. كما توجد أشجار النخيل، والرمان، والليمون، والمانجو على العديد من المدرجات الزراعية التي يستغلها السكان المحليون في الزراعة.
نظرًا للمناخ المناسب، توجد خطط مستقبلية لزراعة أنواع من الأشجار المتأقلمة مع مناخ حوض البحر الأبيض المتوسط. كما يستفيد السكان من منحدرات الأودية للزراعة بفضل وفرة المياه وخصوبة التربة.